# اکستریم رولز (۲۰۱۷)
اکستریم رولز(به انگلیسی: Extreme Rules) یک رویداد غیر رایگان (Pay-Per-View) در کشتی حرفه‌ای است که توسط کمپانی دبلیودبلیوئی و برای برند راو تهیه می‌شود و این دوره‌اش هم در ۴ ژوئن ۲۰۱۷ در مجموعه ورزشی رویال فارمز ارینا در شهر بالتیمور ایالت مریلند برگزار خواهد شد. این، نهمین دوره از اکستریم رولز از زمان آغاز این PPV در سال ۲۰۰۹ خواهد بود.

## زمینه‌سازی
اکستریم رولز شامل مسابقاتی بین دشمنی‌های موجود، ماجراهای پیش آمده و استوری‌هایی خواهد بود که پیش از این در برنامه‌های راو پخش شده بود. کشتی‌گیرها با توجه به مسابقات یا سری اتفاقاتی که برایشان رخ می‌دهد و تنش را به حد اکثر می‌رساند، نقش منفی یا قهرمان به خود می‌گیرند.

## مسابقات ثبت شده
| #                                                                                                 | نتایج                                                                                  | نوع مسابقه                                                                                        | مدت زمان |
| ------------------------------------------------------------------------------------------------- | -------------------------------------------------------------------------------------- | ------------------------------------------------------------------------------------------------- | -------- |
| ۱پ                                                                                                | کالیستو پیروز مقابل آپولو کروز (با همراهی تایتوس اونیل)                                | مسابقه تک نفره                                                                                    | ۹:۴۰     |
| ۲                                                                                                 | د میز (با همراهی ماریس) پیروز مقابل دین امبروز (c)                                     | مسابقه تک نفره برای قهرمانی کمربند بین قاره‌ای اگر امبروز سلب صلاحیت می‌شد کمربندش را از دست می‌داد. | ۲۰:۰۰    |
| ۳                                                                                                 | ریچ سوان و ساشا بنکس مقابل نیوم دار و آلیشا فاکس                                       | مسابقه تگ تیم ترکیبی                                                                              | ۶:۲۰     |
| ۴                                                                                                 | الکسا بلیس (c) مقابل بِیلی                                                              | مسابقه کِن‌دو استیک برای قهرمانی کمربند زنان راو                                                    | ۵:۱۰     |
| ۵                                                                                                 | سزارو و شیمس پیروز مقابل برادران هاردی (جف و مت هاردی) (c) با فرار از قفس              | مسابقه تگ تیم قفس فولادی برای قهرمانی کمربندهای تگ تیم دبلیودبلیوئی راو                           | ۱۵:۰۰    |
| ۶                                                                                                 | نِویل (c) پیروز مقابل آستین اریز                                                        | مسابقه تسلیم (سابمیشن) برای قهرمانی کمربند میان‌وزن دبلیودبلیوئی                                   | ۱۷:۳۵    |
| ۷                                                                                                 | ساموآ جو پیروز مقابل فین بالور مقابل رومن رینز مقابل سث رالینز مقابل بری وایت با تسلیم | مسابقه مرگبار پنج نفره اکستریم رولز برای رقیب #۱ کمربند یونیورسال دبلیودبلیوئی                    | ۲۹:۱۵    |
| - (c) – نشان‌دهنده قهرمان(هایی) است که به میدان می‌روند - پ – نشان‌دهنده این است که مسابقه در پری–شو |                                                                                        |                                                                                                   |          |

## موضوعات مرتبط
فهرست قهرمانان کنونی دبلیودبلیوئی